# Jean-Baptiste Thibault
Pour les articles homonymes, voir Thibault.
Jean-Baptiste Thibault (14 décembre 1810 - 4 avril 1879) est un prêtre canadien et un vicaire général. Il fut l'un des premiers missionnaires du Manitoba.
Né à Saint-Joseph-de-Lévis, le 14 décembre 1810, fils de Jean-Baptiste Thibault et de Charlotte Carrier, il fut ordonné à la colonie de la rivière Rouge le 8 septembre 1833. Il est le premier missionnaire qui étudia le cri, langue algonquienne.
Pendant dix ans, de 1842 à 1852, il parcourt les Grandes Plaines jusqu'aux montagnes Rocheuses, établissant en particulier la première mission catholique en Alberta, au lac Ste. Anne (en). En 1852, il fut rappelé à Saint-Boniface, desservant toute la région de la rivière Rouge jusqu'en 1868. 
L'année suivante, en 1869, Hector-Louis Langevin lui demanda d'aller représenter le gouvernement du Canada auprès des Métis pour les convaincre de ne pas prendre les armes dans le conflit qui devint la rébellion de la rivière Rouge. Sa mission, qui eut lieu principalement en janvier 1870, ne fut pas couronnée de succès. Il fut nommé curé de Saint-François-Xavier, puis l'année suivante Mgr Alexandre-Antonin Taché le fit vicaire général de son diocèse de Saint-Boniface. Cependant Thibault rentra au Québec à l'automne de 1872.
De retour au Québec, il est chargé en 1874, de la cure de Sainte-Louise, comté de L'Islet et, en 1876, de Saint-Denis, comté de Kamouraska. Il y décède le 4 avril 1879 à l'âge de 68 ans.

## Source
- Répertoire général du clergé canadien, par ordre chronologique depuis la fondation de la colonie jusqu'à nos jours, par Mgr Cyprien Tanguay, Montréal : Eusèbe Senécal & fils, imprimeurs-éditeurs, 1893.